# Temporada 2005 de Fórmula 1
La temporada 2005 de Fórmula 1 fue la 56.ª temporada del Campeonato Mundial de Fórmula 1 de la FIA y se extendió entre marzo y octubre con 19 carreras y 10 equipos participantes.
El ganador de la temporada 2004 y por tanto, defensor del título era Michael Schumacher del equipo, también defensor del título de constructores, Ferrari.

## Escuderías y pilotos
| Escudería                                   | Chasis   | Chasis       | Motor                                           | Neu. | N.º | Pilotos              | Siglas | Rondas       | Pilotos de pruebas                                           |
| ------------------------------------------- | -------- | ------------ | ----------------------------------------------- | ---- | --- | -------------------- | ------ | ------------ | ------------------------------------------------------------ |
| Scuderia Ferrari Marlboro                   | Ferrari  | F2004M F2005 | Ferrari 053 3.0 V10 Ferrari 055 3.0 V10         | B    | 1   | Michael Schumacher   | MSC    | Todas        |                                                              |
| Scuderia Ferrari Marlboro                   | Ferrari  | F2004M F2005 | Ferrari 053 3.0 V10 Ferrari 055 3.0 V10         | B    | 2   | Rubens Barrichello   | BAR    | Todas        |                                                              |
| Lucky Strike BAR Honda                      | BAR      | 007          | Honda RA005E 3.0 V10                            | M    | 3   | Jenson Button        | BUT    | 1-4, 7-19    |                                                              |
| Lucky Strike BAR Honda                      | BAR      | 007          | Honda RA005E 3.0 V10                            | M    | 4   | Takuma Satō          | SAT    | 1, 3-4, 7-19 |                                                              |
| Lucky Strike BAR Honda                      | BAR      | 007          | Honda RA005E 3.0 V10                            | M    | 4   | Anthony Davidson     | DAV    | 2            |                                                              |
| Mild Seven Renault F1 Team                  | Renault  | R25          | Renault RS25 3.0 V10                            | M    | 5   | Fernando Alonso      | ALO    | Todas        |                                                              |
| Mild Seven Renault F1 Team                  | Renault  | R25          | Renault RS25 3.0 V10                            | M    | 6   | Giancarlo Fisichella | FIS    | Todas        |                                                              |
| BMW WilliamsF1 Team                         | Williams | FW27         | BMW P84/5 3.0 V10                               | M    | 7   | Mark Webber          | WEB    | Todas        |                                                              |
| BMW WilliamsF1 Team                         | Williams | FW27         | BMW P84/5 3.0 V10                               | M    | 8   | Nick Heidfeld        | HEI    | 1-14         |                                                              |
| BMW WilliamsF1 Team                         | Williams | FW27         | BMW P84/5 3.0 V10                               | M    | 8   | Antônio Pizzonia     | PIZ    | 15-19        |                                                              |
| West McLaren Mercedes Team McLaren Mercedes | McLaren  | MP4-20       | Mercedes FO110R 3.0 V10                         | M    | 9   | Kimi Räikkönen       | RAI    | Todas        | Pedro de la Rosa Alexander Wurz                              |
| West McLaren Mercedes Team McLaren Mercedes | McLaren  | MP4-20       | Mercedes FO110R 3.0 V10                         | M    | 10  | Juan Pablo Montoya   | MOY    | 1-2, 5-19    | Pedro de la Rosa Alexander Wurz                              |
| West McLaren Mercedes Team McLaren Mercedes | McLaren  | MP4-20       | Mercedes FO110R 3.0 V10                         | M    | 10  | Pedro de la Rosa     | DLR    | 3            | Pedro de la Rosa Alexander Wurz                              |
| West McLaren Mercedes Team McLaren Mercedes | McLaren  | MP4-20       | Mercedes FO110R 3.0 V10                         | M    | 10  | Alexander Wurz       | WUR    | 4            | Pedro de la Rosa Alexander Wurz                              |
| Sauber Petronas                             | Sauber   | C24          | Petronas 05A 3.0 V10                            | M    | 11  | Jacques Villeneuve   | VIL    | Todas        |                                                              |
| Sauber Petronas                             | Sauber   | C24          | Petronas 05A 3.0 V10                            | M    | 12  | Felipe Massa         | MAS    | Todas        |                                                              |
| Red Bull Racing                             | Red Bull | RB1          | Cosworth TJ2005 3.0 V10                         | M    | 14  | David Coulthard      | COU    | Todas        | Christian Klien Vitantonio Liuzzi Scott Speed                |
| Red Bull Racing                             | Red Bull | RB1          | Cosworth TJ2005 3.0 V10                         | M    | 15  | Christian Klien      | KLI    | 1-3, 8-19    | Christian Klien Vitantonio Liuzzi Scott Speed                |
| Red Bull Racing                             | Red Bull | RB1          | Cosworth TJ2005 3.0 V10                         | M    | 15  | Vitantonio Liuzzi    | LIU    | 4-7          | Christian Klien Vitantonio Liuzzi Scott Speed                |
| Panasonic Toyota Racing                     | Toyota   | TF105 TF105B | Toyota RVX-05 3.0 V10                           | M    | 16  | Jarno Trulli         | TRU    | Todas        | Ricardo Zonta Olivier Panis                                  |
| Panasonic Toyota Racing                     | Toyota   | TF105 TF105B | Toyota RVX-05 3.0 V10                           | M    | 17  | Ralf Schumacher      | RSC    | 1-8, 10-19   | Ricardo Zonta Olivier Panis                                  |
| Panasonic Toyota Racing                     | Toyota   | TF105 TF105B | Toyota RVX-05 3.0 V10                           | M    | 17  | Ricardo Zonta        | ZON    | 9            | Ricardo Zonta Olivier Panis                                  |
| Jordan Grand Prix                           | Jordan   | EJ15 EJ15B   | Toyota RVX-05 3.0 V10                           | B    | 18  | Tiago Monteiro       | MON    | Todas        | Robert Doornbos Franck Montagny Nicolas Kiesa Sakon Yamamoto |
| Jordan Grand Prix                           | Jordan   | EJ15 EJ15B   | Toyota RVX-05 3.0 V10                           | B    | 19  | Narain Karthikeyan   | KAR    | Todas        | Robert Doornbos Franck Montagny Nicolas Kiesa Sakon Yamamoto |
| Minardi F1 Team                             | Minardi  | PS04B PS05   | Cosworth CK2004 3.0 V10 Cosworth TJ2005 3.0 V10 | B    | 20  | Patrick Friesacher   | FRI    | 1-11         | Chanoch Nissany Enrico Toccacelo                             |
| Minardi F1 Team                             | Minardi  | PS04B PS05   | Cosworth CK2004 3.0 V10 Cosworth TJ2005 3.0 V10 | B    | 20  | Robert Doornbos      | DOO    | 12-19        | Chanoch Nissany Enrico Toccacelo                             |
| Minardi F1 Team                             | Minardi  | PS04B PS05   | Cosworth CK2004 3.0 V10 Cosworth TJ2005 3.0 V10 | B    | 21  | Christijan Albers    | ALB    | Todas        | Chanoch Nissany Enrico Toccacelo                             |

## Cambios

### Cambios de escuderías
- Red Bull Racing debutó en F1 tras la adquisición del equipo Jaguar.[26]

### Cambios en circuitos
- El GP de Turquía se suma al calendario, a disputarse en el Circuito de Estambul.

### Cambios de pilotos
- Tras negociar su salida de Sauber, Giancarlo Fisichella se incorpora al equipo Renault.[7]
- El asiento que deja libre Fisichella en Sauber, es ocupado por el campeón Jacques Villeneuve, quien firma un contrato con la escudería por dos años.[13]
- Juan Pablo Montoya es fichado por McLaren, al vencerse su contrato con Williams-BMW, ocupando el asiento de David Coulthard.[10]
- Luego de nueve años en el equipo, Coulthard no es renovado en McLaren. Pasa a formar parte del nuevo proyecto de Red Bull Racing.[16]
- Ralf Schumacher firma un contrato de tres años con Toyota y abandona Williams.[19]
- Con la partida de Schumacher y Montoya, Williams decide fichar a Mark Webber y Nick Heidfeld como pilotos principales, y a Antônio Pizzonia como piloto probador.[8]
- El equipo Jordan renueva su plantel e incorpora a los debutantes Tiago Monteiro y Narain Karthikeyan.[21] Ambos se convirtieron en los primeros pilotos en la Fórmula 1 de Portugal e India respectivamente.
- Minardi firma contrato con los debutantes Patrick Friesacher[22] y Christijan Albers.[25]

### Cambios técnicos y reglamento
- Un cambio enormemente significativo en 2005 fue la ausencia de cambios en los neumáticos durante las paradas en boxes. Según las nuevas regulaciones, un conductor tuvo que usar un juego de neumáticos durante la calificación y la carrera en sí. Se permitieron cambios de neumáticos para pinchazos y para clima húmedo, bajo la dirección de la FIA. La FIA tuvo que publicar un aviso de "cambio en las condiciones climáticas" para que los cambios de neumáticos ocurrieran normalmente. Después del desastroso accidente de Kimi Räikkönen en Nürburgring cuando su suspensión colapsó luego de que un neumático de superficie plana destrozó la suspensión de fibra de carbono, los directores del equipo y la FIA acordaron que se podría realizar un cambio de llanta por auto sin penalización, siempre que se cambiara un neumático que presentara complicaciones de alto riesgo como fue el caso de Räikkönen. Obviamente, preservar un solo juego de neumáticos para toda la carrera se convirtió en un nuevo desafío para los conductores; el desafío para los fabricantes de neumáticos era producir compuestos más duraderos. Los corredores calzados con Michelin tenían una clara ventaja sobre sus homólogos de Bridgestone.
- Los motores de Fórmula 1 tuvieron que durar dos fines de semana de carrera, el doble que los exigidos por las regulaciones de 2004. Un conductor que necesitaba cambiar un motor estaba sujeto a una penalización de 10 posiciones para la carrera. Diseñado para limitar las revoluciones y las salidas de potencia que demanda una mayor fiabilidad, esta regulación también fue una medida de reducción de costos para los fabricantes de motores. Después de la carrera inicial de la temporada, la FIA actuó para cerrar una brecha en esta nueva regulación expuesta por BAR, quien deliberadamente retiró a sus autos en lugar de terminar la carrera.
- Las regulaciones aerodinámicas técnicas se modificaron para mejorar la competencia, especialmente para los automóviles que viajan en la estela de la vela aerodinámica de otro automóvil para adelantar. Al cambiar el tamaño y la colocación de las aletas delantera y trasera, además de requerir narices más altas, las nuevas reglas intentaron reducir la carga aerodinámica en aproximadamente una cuarta parte, pero los equipos desarrollaron otras innovaciones de chasis para recuperar gran parte de esa carga aerodinámica "perdida", lo que hizo que seguir a otro auto fuera aún más difícil que la temporada anterior.
- Habrá una primera tanda de clasificación el sábado por la tarde, cada piloto tendrá derecho a una vuelta cronometrada. El orden de partida será el inverso al orden de llegada de la carrera precedente. No habrá restricción sobre la cantidad de combustible para esta primera tanda. El resultado de esta tanda definirá el orden de partida de la segunda tanda y, en parte, la posición de partida de la carrera. Una segunda tanda de clasificación tendrá lugar el domingo en la mañana, nuevamente a cada piloto se la cronometrará una sola vuelta. Los pilotos saldrán en orden inverso al de la posición lograda en la primera tanda de calificación. La cantidad de combustible la fija cada equipo, pero no se podrá agregar combustible adicional antes del inicio de la carrera de la tarde. Los resultados de esta tanda de calificación sumados a los de la primera tanda definen las posiciones de partida para la carrera. A partir de las clasificaciones del Gran Premio de Europa (en Nürburgring), se ha migrado hacia un nuevo sistema, mezcla de los de este año y el anterior: a partir de este GP, se ha limitado la tanda de Clasificaciones a solo una vuelta, el sábado. El orden de salida lo sigue determinando el inverso de la clasificación de la carrera precedente. En 2005, los motores son V10, a 3000 cc, sin límite de peso, y deberán durar dos carreras incluidas sus tandas de calificación respectivas y los ensayos de viernes y sábado. Si es necesario cambiar el motor antes de la primera tanda de calificación, el vehículo tendrá una penalización de 10 puestos en la posición de partida de la carrera. Por un cambio de motor entre las tandas de calificación y la carrera, el vehículo saldrá último en la parrilla. Si un piloto no termina una carrera, puede cambiar de motor sin penalización.
- Cada equipo tendrá opción entre tres tipos de neumáticos para suelo seco en las prácticas del viernes. Del tipo escogido, tendrán siete juegos disponibles: tres para ensayos del viernes, tres para tandas de calificación y carrera y otro para cambiar en caso de pinchazo o defecto de los neumáticos. Este cambio solo podrá ser autorizado por un Comisario de la FIA, en la medida que él considere conveniente. El cambio a neumáticos de lluvia solo podrá realizarse si el director de la carrera junto con los Comisarios de Pista, lo estiman así conveniente, para no arriesgar la integridad de los pilotos, comisarios en pista, técnicos en pista y público presente. Este cambio será autorizado en función de la humedad de la pista.
- Este año en la Fórmula 1 el alerón delantero será más alto y más pequeño que en la temporada anterior, y más cercano al eje de gravedad del vehículo. Igualmente se reduce el tamaño de los otros alerones, disminuyendo así los apoyos aerodinámicos. Un alerón trasero solo puede deformarse 1° como máximo, por 1000 N (100 kg) de peso aplicado en él. La FIA podrá realizar pruebas de flexibilidad en los alerones u otras partes del coche, de la forma y momento que estime conveniente.

## Calendario
| Ronda | Gran Premio                       | Circuito                                           | Fecha            |
| ----- | --------------------------------- | -------------------------------------------------- | ---------------- |
| 1     | Gran Premio de Australia          | Circuito de Albert Park, Melbourne                 | 6 de marzo       |
| 2     | Gran Premio de Malasia            | Circuito Internacional de Sepang, Kuala Lumpur     | 20 de marzo      |
| 3     | Gran Premio de Baréin             | Circuito Internacional de Baréin, Sakhir           | 3 de abril       |
| 4     | Gran Premio de San Marino         | Autodromo Enzo e Dino Ferrari, Imola               | 24 de abril      |
| 5     | Gran Premio de España             | Circuito de Barcelona-Cataluña, Montmeló           | 8 de mayo        |
| 6     | Gran Premio de Mónaco             | Circuito de Mónaco, Montecarlo                     | 22 de mayo       |
| 7     | Gran Premio de Europa             | Nürburgring, Nürburg                               | 29 de mayo       |
| 8     | Gran Premio de Canadá             | Circuito Gilles Villeneuve, Montreal               | 12 de junio      |
| 9     | Gran Premio de los Estados Unidos | Indianapolis Motor Speedway, Indianápolis, Indiana | 19 de junio      |
| 10    | Gran Premio de Francia            | Circuito de Nevers Magny-Cours, Magny-Cours        | 3 de julio       |
| 11    | Gran Premio de Gran Bretaña       | Circuito de Silverstone, Silverstone               | 10 de julio      |
| 12    | Gran Premio de Alemania           | Hockenheimring, Hockenheim                         | 24 de julio      |
| 13    | Gran Premio de Hungría            | Hungaroring, Budapest                              | 31 de julio      |
| 14    | Gran Premio de Turquía            | Circuito de Estambul, Estambul                     | 21 de agosto     |
| 15    | Gran Premio de Italia             | Autodromo Nazionale di Monza, Monza                | 4 de septiembre  |
| 16    | Gran Premio de Bélgica            | Circuito de Spa-Francorchamps, Francorchamps       | 11 de septiembre |
| 17    | Gran Premio de Brasil             | Autódromo José Carlos Pace, São Paulo              | 25 de septiembre |
| 18    | Gran Premio de Japón              | Circuito de Suzuka, Suzuka                         | 9 de octubre     |
| 19    | Gran Premio de China              | Circuito de Shanghái, Shanghái                     | 16 de octubre    |

## Resultados
| Ronda | Fecha            | Gran Premio | Mapa del circuito    | Resultados                      | Resultados         | Resultados                      | Resultados           |
| ----- | ---------------- | --- | -------------------- | ------------------------------- | ------------------ | ------------------------------- | -------------------- |
| 1     | 6 de marzo       | Gran Premio de Australia Circuito de Albert Park Longitud: 5,303 km Vueltas: 57 Distancia de carrera: 302,271 km Ganador 2004: Michael Schumacher - Ferrari              |                      | Libres 1                        | Vitantonio Liuzzi  | Ganador                         | Giancarlo Fisichella |
| 1     | 6 de marzo       | Gran Premio de Australia Circuito de Albert Park Longitud: 5,303 km Vueltas: 57 Distancia de carrera: 302,271 km Ganador 2004: Michael Schumacher - Ferrari              | Libres 2             | Pedro de la Rosa                | 2.do puesto        | Rubens Barrichello              |                      |
| 1     | 6 de marzo       | Gran Premio de Australia Circuito de Albert Park Longitud: 5,303 km Vueltas: 57 Distancia de carrera: 302,271 km Ganador 2004: Michael Schumacher - Ferrari              | Libres 3             | Michael Schumacher              | 3.er puesto        | Fernando Alonso                 |                      |
| 1     | 6 de marzo       | Gran Premio de Australia Circuito de Albert Park Longitud: 5,303 km Vueltas: 57 Distancia de carrera: 302,271 km Ganador 2004: Michael Schumacher - Ferrari              | Libres 4             | Kimi Räikkönen                  | Vuelta rápida      | Fernando Alonso (1:25.683)      |                      |
| 1     | 6 de marzo       | Gran Premio de Australia Circuito de Albert Park Longitud: 5,303 km Vueltas: 57 Distancia de carrera: 302,271 km Ganador 2004: Michael Schumacher - Ferrari              | Pole position        | Giancarlo Fisichella (3:01.460) | Vuelta rápida      | Fernando Alonso (1:25.683)      |                      |
| 1     | 6 de marzo       | Gran Premio de Australia Circuito de Albert Park Longitud: 5,303 km Vueltas: 57 Distancia de carrera: 302,271 km Ganador 2004: Michael Schumacher - Ferrari              | Resultados completos |                                 |                    |                                 |                      |
| 2     | 20 de marzo      | Gran Premio de Malasia Circuito Internacional de Sepang Longitud: 5,543 km Vueltas: 56 Distancia de carrera: 310,408 km Ganador 2004: Michael Schumacher - Ferrari       |                      | Libres 1                        | Ricardo Zonta      | Ganador                         | Fernando Alonso      |
| 2     | 20 de marzo      | Gran Premio de Malasia Circuito Internacional de Sepang Longitud: 5,543 km Vueltas: 56 Distancia de carrera: 310,408 km Ganador 2004: Michael Schumacher - Ferrari       | Libres 2             | Felipe Massa                    | 2.do puesto        | Jarno Trulli                    |                      |
| 2     | 20 de marzo      | Gran Premio de Malasia Circuito Internacional de Sepang Longitud: 5,543 km Vueltas: 56 Distancia de carrera: 310,408 km Ganador 2004: Michael Schumacher - Ferrari       | Libres 3             | Fernando Alonso                 | 3.er puesto        | Nick Heidfeld                   |                      |
| 2     | 20 de marzo      | Gran Premio de Malasia Circuito Internacional de Sepang Longitud: 5,543 km Vueltas: 56 Distancia de carrera: 310,408 km Ganador 2004: Michael Schumacher - Ferrari       | Libres 4             | Jarno Trulli                    | Vuelta rápida      | Kimi Räikkönen (1:35.483)       |                      |
| 2     | 20 de marzo      | Gran Premio de Malasia Circuito Internacional de Sepang Longitud: 5,543 km Vueltas: 56 Distancia de carrera: 310,408 km Ganador 2004: Michael Schumacher - Ferrari       | Pole position        | Fernando Alonso (3:07.672)      | Vuelta rápida      | Kimi Räikkönen (1:35.483)       |                      |
| 2     | 20 de marzo      | Gran Premio de Malasia Circuito Internacional de Sepang Longitud: 5,543 km Vueltas: 56 Distancia de carrera: 310,408 km Ganador 2004: Michael Schumacher - Ferrari       | Resultados completos |                                 |                    |                                 |                      |
| 3     | 3 de abril       | Gran Premio de Baréin Circuito Internacional de Baréin Longitud: 5,417 km Vueltas: 57 Distancia de carrera: 308,523 km Ganador 2004: Michael Schumacher - Ferrari        |                      | Libres 1                        | Ricardo Zonta      | Ganador                         | Fernando Alonso      |
| 3     | 3 de abril       | Gran Premio de Baréin Circuito Internacional de Baréin Longitud: 5,417 km Vueltas: 57 Distancia de carrera: 308,523 km Ganador 2004: Michael Schumacher - Ferrari        | Libres 2             | Alexander Wurz                  | 2.do puesto        | Jarno Trulli                    |                      |
| 3     | 3 de abril       | Gran Premio de Baréin Circuito Internacional de Baréin Longitud: 5,417 km Vueltas: 57 Distancia de carrera: 308,523 km Ganador 2004: Michael Schumacher - Ferrari        | Libres 3             | Michael Schumacher              | 3.er puesto        | Kimi Räikkönen                  |                      |
| 3     | 3 de abril       | Gran Premio de Baréin Circuito Internacional de Baréin Longitud: 5,417 km Vueltas: 57 Distancia de carrera: 308,523 km Ganador 2004: Michael Schumacher - Ferrari        | Libres 4             | Mark Webber                     | Vuelta rápida      | Pedro de la Rosa (1:31.447)     |                      |
| 3     | 3 de abril       | Gran Premio de Baréin Circuito Internacional de Baréin Longitud: 5,417 km Vueltas: 57 Distancia de carrera: 308,523 km Ganador 2004: Michael Schumacher - Ferrari        | Pole position        | Fernando Alonso (3:01.902)      | Vuelta rápida      | Pedro de la Rosa (1:31.447)     |                      |
| 3     | 3 de abril       | Gran Premio de Baréin Circuito Internacional de Baréin Longitud: 5,417 km Vueltas: 57 Distancia de carrera: 308,523 km Ganador 2004: Michael Schumacher - Ferrari        | Resultados completos |                                 |                    |                                 |                      |
| 4     | 24 de abril      | Gran Premio de San Marino Autodromo Enzo e Dino Ferrari Longitud: 4,933 km Vueltas: 62 Distancia de carrera: 305,609 km Ganador 2004: Michael Schumacher - Ferrari       |                      | Libres 1                        | Pedro de la Rosa   | Ganador                         | Fernando Alonso      |
| 4     | 24 de abril      | Gran Premio de San Marino Autodromo Enzo e Dino Ferrari Longitud: 4,933 km Vueltas: 62 Distancia de carrera: 305,609 km Ganador 2004: Michael Schumacher - Ferrari       | Libres 2             | Pedro de la Rosa                | 2.do puesto        | Michael Schumacher              |                      |
| 4     | 24 de abril      | Gran Premio de San Marino Autodromo Enzo e Dino Ferrari Longitud: 4,933 km Vueltas: 62 Distancia de carrera: 305,609 km Ganador 2004: Michael Schumacher - Ferrari       | Libres 3             | Michael Schumacher              | 3.er puesto        | Alexander Wurz                  |                      |
| 4     | 24 de abril      | Gran Premio de San Marino Autodromo Enzo e Dino Ferrari Longitud: 4,933 km Vueltas: 62 Distancia de carrera: 305,609 km Ganador 2004: Michael Schumacher - Ferrari       | Libres 4             | Jenson Button                   | Vuelta rápida      | Michael Schumacher (1:21.858)   |                      |
| 4     | 24 de abril      | Gran Premio de San Marino Autodromo Enzo e Dino Ferrari Longitud: 4,933 km Vueltas: 62 Distancia de carrera: 305,609 km Ganador 2004: Michael Schumacher - Ferrari       | Pole position        | Kimi Räikkönen (2:42.880)       | Vuelta rápida      | Michael Schumacher (1:21.858)   |                      |
| 4     | 24 de abril      | Gran Premio de San Marino Autodromo Enzo e Dino Ferrari Longitud: 4,933 km Vueltas: 62 Distancia de carrera: 305,609 km Ganador 2004: Michael Schumacher - Ferrari       | Resultados completos |                                 |                    |                                 |                      |
| 5     | 8 de mayo        | Gran Premio de España Circuito de Barcelona-Cataluña Longitud: 4,627 km Vueltas: 66 Distancia de carrera: 305,256 km Ganador 2004: Michael Schumacher - Ferrari          |                      | Libres 1                        | Pedro de la Rosa   | Ganador                         | Kimi Räikkönen       |
| 5     | 8 de mayo        | Gran Premio de España Circuito de Barcelona-Cataluña Longitud: 4,627 km Vueltas: 66 Distancia de carrera: 305,256 km Ganador 2004: Michael Schumacher - Ferrari          | Libres 2             | Pedro de la Rosa                | 2.do puesto        | Fernando Alonso                 |                      |
| 5     | 8 de mayo        | Gran Premio de España Circuito de Barcelona-Cataluña Longitud: 4,627 km Vueltas: 66 Distancia de carrera: 305,256 km Ganador 2004: Michael Schumacher - Ferrari          | Libres 3             | Giancarlo Fisichella            | 3.er puesto        | Jarno Trulli                    |                      |
| 5     | 8 de mayo        | Gran Premio de España Circuito de Barcelona-Cataluña Longitud: 4,627 km Vueltas: 66 Distancia de carrera: 305,256 km Ganador 2004: Michael Schumacher - Ferrari          | Libres 4             | Ralf Schumacher                 | Vuelta rápida      | Giancarlo Fisichella (1:15.641) |                      |
| 5     | 8 de mayo        | Gran Premio de España Circuito de Barcelona-Cataluña Longitud: 4,627 km Vueltas: 66 Distancia de carrera: 305,256 km Ganador 2004: Michael Schumacher - Ferrari          | Pole position        | Kimi Räikkönen (2:31.421)       | Vuelta rápida      | Giancarlo Fisichella (1:15.641) |                      |
| 5     | 8 de mayo        | Gran Premio de España Circuito de Barcelona-Cataluña Longitud: 4,627 km Vueltas: 66 Distancia de carrera: 305,256 km Ganador 2004: Michael Schumacher - Ferrari          | Resultados completos |                                 |                    |                                 |                      |
| 6     | 22 de mayo       | Gran Premio de Mónaco Circuito de Mónaco Longitud: 3,340 km Vueltas: 78 Distancia de carrera: 260,520 km Ganador 2004: Jarno Trulli - Renault                            |                      | Libres 1                        | Juan Pablo Montoya | Ganador                         | Kimi Räikkönen       |
| 6     | 22 de mayo       | Gran Premio de Mónaco Circuito de Mónaco Longitud: 3,340 km Vueltas: 78 Distancia de carrera: 260,520 km Ganador 2004: Jarno Trulli - Renault                            | Libres 2             | Fernando Alonso                 | 2.do puesto        | Nick Heidfeld                   |                      |
| 6     | 22 de mayo       | Gran Premio de Mónaco Circuito de Mónaco Longitud: 3,340 km Vueltas: 78 Distancia de carrera: 260,520 km Ganador 2004: Jarno Trulli - Renault                            | Libres 3             | Juan Pablo Montoya              | 3.er puesto        | Mark Webber                     |                      |
| 6     | 22 de mayo       | Gran Premio de Mónaco Circuito de Mónaco Longitud: 3,340 km Vueltas: 78 Distancia de carrera: 260,520 km Ganador 2004: Jarno Trulli - Renault                            | Libres 4             | Giancarlo Fisichella            | Vuelta rápida      | Michael Schumacher (1:15.842)   |                      |
| 6     | 22 de mayo       | Gran Premio de Mónaco Circuito de Mónaco Longitud: 3,340 km Vueltas: 78 Distancia de carrera: 260,520 km Ganador 2004: Jarno Trulli - Renault                            | Pole position        | Kimi Räikkönen (2:30.323)       | Vuelta rápida      | Michael Schumacher (1:15.842)   |                      |
| 6     | 22 de mayo       | Gran Premio de Mónaco Circuito de Mónaco Longitud: 3,340 km Vueltas: 78 Distancia de carrera: 260,520 km Ganador 2004: Jarno Trulli - Renault                            | Resultados completos |                                 |                    |                                 |                      |
| 7     | 29 de mayo       | Gran Premio de Europa Nürburgring Longitud: 5,148 km Vueltas: 59 Distancia de carrera: 303,715 km Ganador 2004: Michael Schumacher - Ferrari                             |                      | Libres 1                        | Alexander Wurz     | Ganador                         | Fernando Alonso      |
| 7     | 29 de mayo       | Gran Premio de Europa Nürburgring Longitud: 5,148 km Vueltas: 59 Distancia de carrera: 303,715 km Ganador 2004: Michael Schumacher - Ferrari                             | Libres 2             | Alexander Wurz                  | 2.do puesto        | Nick Heidfeld                   |                      |
| 7     | 29 de mayo       | Gran Premio de Europa Nürburgring Longitud: 5,148 km Vueltas: 59 Distancia de carrera: 303,715 km Ganador 2004: Michael Schumacher - Ferrari                             | Libres 3             | Fernando Alonso                 | 3.er puesto        | Rubens Barrichello              |                      |
| 7     | 29 de mayo       | Gran Premio de Europa Nürburgring Longitud: 5,148 km Vueltas: 59 Distancia de carrera: 303,715 km Ganador 2004: Michael Schumacher - Ferrari                             | Libres 4             | Kimi Räikkönen                  | Vuelta rápida      | Fernando Alonso (1:30.711)      |                      |
| 7     | 29 de mayo       | Gran Premio de Europa Nürburgring Longitud: 5,148 km Vueltas: 59 Distancia de carrera: 303,715 km Ganador 2004: Michael Schumacher - Ferrari                             | Pole position        | Nick Heidfeld (1:30.081)        | Vuelta rápida      | Fernando Alonso (1:30.711)      |                      |
| 7     | 29 de mayo       | Gran Premio de Europa Nürburgring Longitud: 5,148 km Vueltas: 59 Distancia de carrera: 303,715 km Ganador 2004: Michael Schumacher - Ferrari                             | Resultados completos |                                 |                    |                                 |                      |
| 8     | 12 de junio      | Gran Premio de Canadá Circuito Gilles Villeneuve Longitud: 4,361 km Vueltas: 70 Distancia de carrera: 305,270 km Ganador 2004: Michael Schumacher - Ferrari              |                      | Libres 1                        | Pedro de la Rosa   | Ganador                         | Kimi Räikkönen       |
| 8     | 12 de junio      | Gran Premio de Canadá Circuito Gilles Villeneuve Longitud: 4,361 km Vueltas: 70 Distancia de carrera: 305,270 km Ganador 2004: Michael Schumacher - Ferrari              | Libres 2             | Pedro de la Rosa                | 2.do puesto        | Michael Schumacher              |                      |
| 8     | 12 de junio      | Gran Premio de Canadá Circuito Gilles Villeneuve Longitud: 4,361 km Vueltas: 70 Distancia de carrera: 305,270 km Ganador 2004: Michael Schumacher - Ferrari              | Libres 3             | Fernando Alonso                 | 3.er puesto        | Rubens Barrichello              |                      |
| 8     | 12 de junio      | Gran Premio de Canadá Circuito Gilles Villeneuve Longitud: 4,361 km Vueltas: 70 Distancia de carrera: 305,270 km Ganador 2004: Michael Schumacher - Ferrari              | Libres 4             | Kimi Räikkönen                  | Vuelta rápida      | Kimi Räikkönen (1:14.384)       |                      |
| 8     | 12 de junio      | Gran Premio de Canadá Circuito Gilles Villeneuve Longitud: 4,361 km Vueltas: 70 Distancia de carrera: 305,270 km Ganador 2004: Michael Schumacher - Ferrari              | Pole position        | Jenson Button (1:15.217)        | Vuelta rápida      | Kimi Räikkönen (1:14.384)       |                      |
| 8     | 12 de junio      | Gran Premio de Canadá Circuito Gilles Villeneuve Longitud: 4,361 km Vueltas: 70 Distancia de carrera: 305,270 km Ganador 2004: Michael Schumacher - Ferrari              | Resultados completos |                                 |                    |                                 |                      |
| 9     | 19 de junio      | Gran Premio de los Estados Unidos Indianapolis Motor Speedway Longitud: 4,192 km Vueltas: 73 Distancia de carrera: 306,016 km Ganador 2004: Michael Schumacher - Ferrari |                      | Libres 1                        | Juan Pablo Montoya | Ganador                         | Michael Schumacher   |
| 9     | 19 de junio      | Gran Premio de los Estados Unidos Indianapolis Motor Speedway Longitud: 4,192 km Vueltas: 73 Distancia de carrera: 306,016 km Ganador 2004: Michael Schumacher - Ferrari | Libres 2             | Juan Pablo Montoya              | 2.do puesto        | Rubens Barrichello              |                      |
| 9     | 19 de junio      | Gran Premio de los Estados Unidos Indianapolis Motor Speedway Longitud: 4,192 km Vueltas: 73 Distancia de carrera: 306,016 km Ganador 2004: Michael Schumacher - Ferrari | Libres 3             | Juan Pablo Montoya              | 3.er puesto        | Tiago Monteiro                  |                      |
| 9     | 19 de junio      | Gran Premio de los Estados Unidos Indianapolis Motor Speedway Longitud: 4,192 km Vueltas: 73 Distancia de carrera: 306,016 km Ganador 2004: Michael Schumacher - Ferrari | Libres 4             | Kimi Räikkönen                  | Vuelta rápida      | Michael Schumacher (1:11.497)   |                      |
| 9     | 19 de junio      | Gran Premio de los Estados Unidos Indianapolis Motor Speedway Longitud: 4,192 km Vueltas: 73 Distancia de carrera: 306,016 km Ganador 2004: Michael Schumacher - Ferrari | Pole position        | Jarno Trulli (1:10.625)         | Vuelta rápida      | Michael Schumacher (1:11.497)   |                      |
| 9     | 19 de junio      | Gran Premio de los Estados Unidos Indianapolis Motor Speedway Longitud: 4,192 km Vueltas: 73 Distancia de carrera: 306,016 km Ganador 2004: Michael Schumacher - Ferrari | Resultados completos |                                 |                    |                                 |                      |
| 10    | 3 de julio       | Gran Premio de Francia Circuito de Nevers Magny-Cours Longitud: 4,411 km Vueltas: 70 Distancia de carrera: 308,586 km Ganador 2004: Michael Schumacher - Ferrari         |                      | Libres 1                        | Pedro de la Rosa   | Ganador                         | Fernando Alonso      |
| 10    | 3 de julio       | Gran Premio de Francia Circuito de Nevers Magny-Cours Longitud: 4,411 km Vueltas: 70 Distancia de carrera: 308,586 km Ganador 2004: Michael Schumacher - Ferrari         | Libres 2             | Pedro de la Rosa                | 2.do puesto        | Kimi Räikkönen                  |                      |
| 10    | 3 de julio       | Gran Premio de Francia Circuito de Nevers Magny-Cours Longitud: 4,411 km Vueltas: 70 Distancia de carrera: 308,586 km Ganador 2004: Michael Schumacher - Ferrari         | Libres 3             | Fernando Alonso                 | 3.er puesto        | Michael Schumacher              |                      |
| 10    | 3 de julio       | Gran Premio de Francia Circuito de Nevers Magny-Cours Longitud: 4,411 km Vueltas: 70 Distancia de carrera: 308,586 km Ganador 2004: Michael Schumacher - Ferrari         | Libres 4             | Giancarlo Fisichella            | Vuelta rápida      | Kimi Räikkönen (1:16.423)       |                      |
| 10    | 3 de julio       | Gran Premio de Francia Circuito de Nevers Magny-Cours Longitud: 4,411 km Vueltas: 70 Distancia de carrera: 308,586 km Ganador 2004: Michael Schumacher - Ferrari         | Pole position        | Fernando Alonso (1:14.412)      | Vuelta rápida      | Kimi Räikkönen (1:16.423)       |                      |
| 10    | 3 de julio       | Gran Premio de Francia Circuito de Nevers Magny-Cours Longitud: 4,411 km Vueltas: 70 Distancia de carrera: 308,586 km Ganador 2004: Michael Schumacher - Ferrari         | Resultados completos |                                 |                    |                                 |                      |
| 11    | 10 de julio      | Gran Premio de Gran Bretaña Circuito de Silverstone Longitud: 5,141 km Vueltas: 60 Distancia de carrera: 308,355 km Ganador 2004: Michael Schumacher - Ferrari           |                      | Libres 1                        | Pedro de la Rosa   | Ganador                         | Juan Pablo Montoya   |
| 11    | 10 de julio      | Gran Premio de Gran Bretaña Circuito de Silverstone Longitud: 5,141 km Vueltas: 60 Distancia de carrera: 308,355 km Ganador 2004: Michael Schumacher - Ferrari           | Libres 2             | Pedro de la Rosa                | 2.do puesto        | Fernando Alonso                 |                      |
| 11    | 10 de julio      | Gran Premio de Gran Bretaña Circuito de Silverstone Longitud: 5,141 km Vueltas: 60 Distancia de carrera: 308,355 km Ganador 2004: Michael Schumacher - Ferrari           | Libres 3             | Fernando Alonso                 | 3.er puesto        | Kimi Räikkönen                  |                      |
| 11    | 10 de julio      | Gran Premio de Gran Bretaña Circuito de Silverstone Longitud: 5,141 km Vueltas: 60 Distancia de carrera: 308,355 km Ganador 2004: Michael Schumacher - Ferrari           | Libres 4             | Kimi Räikkönen                  | Vuelta rápida      | Kimi Räikkönen (1:20.502)       |                      |
| 11    | 10 de julio      | Gran Premio de Gran Bretaña Circuito de Silverstone Longitud: 5,141 km Vueltas: 60 Distancia de carrera: 308,355 km Ganador 2004: Michael Schumacher - Ferrari           | Pole position        | Fernando Alonso (1:19.905)      | Vuelta rápida      | Kimi Räikkönen (1:20.502)       |                      |
| 11    | 10 de julio      | Gran Premio de Gran Bretaña Circuito de Silverstone Longitud: 5,141 km Vueltas: 60 Distancia de carrera: 308,355 km Ganador 2004: Michael Schumacher - Ferrari           | Resultados completos |                                 |                    |                                 |                      |
| 12    | 24 de julio      | Gran Premio de Alemania Hockenheimring Longitud: 4,574 km Vueltas: 67 Distancia de carrera: 306,458 km Ganador 2004: Michael Schumacher - Ferrari                        |                      | Libres 1                        | Alexander Wurz     | Ganador                         | Fernando Alonso      |
| 12    | 24 de julio      | Gran Premio de Alemania Hockenheimring Longitud: 4,574 km Vueltas: 67 Distancia de carrera: 306,458 km Ganador 2004: Michael Schumacher - Ferrari                        | Libres 2             | Alexander Wurz                  | 2.do puesto        | Juan Pablo Montoya              |                      |
| 12    | 24 de julio      | Gran Premio de Alemania Hockenheimring Longitud: 4,574 km Vueltas: 67 Distancia de carrera: 306,458 km Ganador 2004: Michael Schumacher - Ferrari                        | Libres 3             | Kimi Räikkönen                  | 3.er puesto        | Jenson Button                   |                      |
| 12    | 24 de julio      | Gran Premio de Alemania Hockenheimring Longitud: 4,574 km Vueltas: 67 Distancia de carrera: 306,458 km Ganador 2004: Michael Schumacher - Ferrari                        | Libres 4             | Kimi Räikkönen                  | Vuelta rápida      | Kimi Räikkönen (1:14.873)       |                      |
| 12    | 24 de julio      | Gran Premio de Alemania Hockenheimring Longitud: 4,574 km Vueltas: 67 Distancia de carrera: 306,458 km Ganador 2004: Michael Schumacher - Ferrari                        | Pole position        | Kimi Räikkönen (1:14.320)       | Vuelta rápida      | Kimi Räikkönen (1:14.873)       |                      |
| 12    | 24 de julio      | Gran Premio de Alemania Hockenheimring Longitud: 4,574 km Vueltas: 67 Distancia de carrera: 306,458 km Ganador 2004: Michael Schumacher - Ferrari                        | Resultados completos |                                 |                    |                                 |                      |
| 13    | 31 de julio      | Gran Premio de Hungría Hungaroring Longitud: 4,381 km Vueltas: 70 Distancia de carrera: 306,663 km Ganador 2004: Michael Schumacher - Ferrari                            |                      | Libres 1                        | Alexander Wurz     | Ganador                         | Kimi Räikkönen       |
| 13    | 31 de julio      | Gran Premio de Hungría Hungaroring Longitud: 4,381 km Vueltas: 70 Distancia de carrera: 306,663 km Ganador 2004: Michael Schumacher - Ferrari                            | Libres 2             | Ricardo Zonta                   | 2.do puesto        | Michael Schumacher              |                      |
| 13    | 31 de julio      | Gran Premio de Hungría Hungaroring Longitud: 4,381 km Vueltas: 70 Distancia de carrera: 306,663 km Ganador 2004: Michael Schumacher - Ferrari                            | Libres 3             | Kimi Räikkönen                  | 3.er puesto        | Ralf Schumacher                 |                      |
| 13    | 31 de julio      | Gran Premio de Hungría Hungaroring Longitud: 4,381 km Vueltas: 70 Distancia de carrera: 306,663 km Ganador 2004: Michael Schumacher - Ferrari                            | Libres 4             | Kimi Räikkönen                  | Vuelta rápida      | Kimi Räikkönen (1:21.219)       |                      |
| 13    | 31 de julio      | Gran Premio de Hungría Hungaroring Longitud: 4,381 km Vueltas: 70 Distancia de carrera: 306,663 km Ganador 2004: Michael Schumacher - Ferrari                            | Pole position        | Michael Schumacher (1:19.882)   | Vuelta rápida      | Kimi Räikkönen (1:21.219)       |                      |
| 13    | 31 de julio      | Gran Premio de Hungría Hungaroring Longitud: 4,381 km Vueltas: 70 Distancia de carrera: 306,663 km Ganador 2004: Michael Schumacher - Ferrari                            | Resultados completos |                                 |                    |                                 |                      |
| 14    | 21 de agosto     | Gran Premio de Turquía Circuito de Estambul Longitud: 5,340 km Vueltas: 58 Distancia de carrera: 309,720 km Ganador 2004: Primera edición                                |                      | Libres 1                        | Pedro de la Rosa   | Ganador                         | Kimi Räikkönen       |
| 14    | 21 de agosto     | Gran Premio de Turquía Circuito de Estambul Longitud: 5,340 km Vueltas: 58 Distancia de carrera: 309,720 km Ganador 2004: Primera edición                                | Libres 2             | Ricardo Zonta                   | 2.do puesto        | Fernando Alonso                 |                      |
| 14    | 21 de agosto     | Gran Premio de Turquía Circuito de Estambul Longitud: 5,340 km Vueltas: 58 Distancia de carrera: 309,720 km Ganador 2004: Primera edición                                | Libres 3             | Juan Pablo Montoya              | 3.er puesto        | Juan Pablo Montoya              |                      |
| 14    | 21 de agosto     | Gran Premio de Turquía Circuito de Estambul Longitud: 5,340 km Vueltas: 58 Distancia de carrera: 309,720 km Ganador 2004: Primera edición                                | Libres 4             | Kimi Räikkönen                  | Vuelta rápida      | Juan Pablo Montoya (1:24.770)   |                      |
| 14    | 21 de agosto     | Gran Premio de Turquía Circuito de Estambul Longitud: 5,340 km Vueltas: 58 Distancia de carrera: 309,720 km Ganador 2004: Primera edición                                | Pole position        | Kimi Räikkönen (1:26.797)       | Vuelta rápida      | Juan Pablo Montoya (1:24.770)   |                      |
| 14    | 21 de agosto     | Gran Premio de Turquía Circuito de Estambul Longitud: 5,340 km Vueltas: 58 Distancia de carrera: 309,720 km Ganador 2004: Primera edición                                | Resultados completos |                                 |                    |                                 |                      |
| 15    | 4 de septiembre  | Gran Premio de Italia Autodromo Nazionale di Monza Longitud: 5,793 km Vueltas: 53 Distancia de carrera: 306,720 km Ganador 2004: Rubens Barrichello - Ferrari            |                      | Libres 1                        | Pedro de la Rosa   | Ganador                         | Juan Pablo Montoya   |
| 15    | 4 de septiembre  | Gran Premio de Italia Autodromo Nazionale di Monza Longitud: 5,793 km Vueltas: 53 Distancia de carrera: 306,720 km Ganador 2004: Rubens Barrichello - Ferrari            | Libres 2             | Ricardo Zonta                   | 2.do puesto        | Fernando Alonso                 |                      |
| 15    | 4 de septiembre  | Gran Premio de Italia Autodromo Nazionale di Monza Longitud: 5,793 km Vueltas: 53 Distancia de carrera: 306,720 km Ganador 2004: Rubens Barrichello - Ferrari            | Libres 3             | Kimi Räikkönen                  | 3.er puesto        | Giancarlo Fisichella            |                      |
| 15    | 4 de septiembre  | Gran Premio de Italia Autodromo Nazionale di Monza Longitud: 5,793 km Vueltas: 53 Distancia de carrera: 306,720 km Ganador 2004: Rubens Barrichello - Ferrari            | Libres 4             | Kimi Räikkönen                  | Vuelta rápida      | Kimi Räikkönen (1:21.504)       |                      |
| 15    | 4 de septiembre  | Gran Premio de Italia Autodromo Nazionale di Monza Longitud: 5,793 km Vueltas: 53 Distancia de carrera: 306,720 km Ganador 2004: Rubens Barrichello - Ferrari            | Pole position        | Juan Pablo Montoya (1:21.054)   | Vuelta rápida      | Kimi Räikkönen (1:21.504)       |                      |
| 15    | 4 de septiembre  | Gran Premio de Italia Autodromo Nazionale di Monza Longitud: 5,793 km Vueltas: 53 Distancia de carrera: 306,720 km Ganador 2004: Rubens Barrichello - Ferrari            | Resultados completos |                                 |                    |                                 |                      |
| 16    | 11 de septiembre | Gran Premio de Bélgica Circuito de Spa-Francorchamps Longitud: 6,976 km Vueltas: 44 Distancia de carrera: 306,944 km Ganador 2004: Kimi Räikkönen - McLaren              |                      | Libres 1                        | Kimi Räikkönen     | Ganador                         | Kimi Räikkönen       |
| 16    | 11 de septiembre | Gran Premio de Bélgica Circuito de Spa-Francorchamps Longitud: 6,976 km Vueltas: 44 Distancia de carrera: 306,944 km Ganador 2004: Kimi Räikkönen - McLaren              | Libres 2             | Vitantonio Liuzzi               | 2.do puesto        | Fernando Alonso                 |                      |
| 16    | 11 de septiembre | Gran Premio de Bélgica Circuito de Spa-Francorchamps Longitud: 6,976 km Vueltas: 44 Distancia de carrera: 306,944 km Ganador 2004: Kimi Räikkönen - McLaren              | Libres 3             | Kimi Räikkönen                  | 3.er puesto        | Jenson Button                   |                      |
| 16    | 11 de septiembre | Gran Premio de Bélgica Circuito de Spa-Francorchamps Longitud: 6,976 km Vueltas: 44 Distancia de carrera: 306,944 km Ganador 2004: Kimi Räikkönen - McLaren              | Libres 4             | Fernando Alonso                 | Vuelta rápida      | Ralf Schumacher (1:51.453)      |                      |
| 16    | 11 de septiembre | Gran Premio de Bélgica Circuito de Spa-Francorchamps Longitud: 6,976 km Vueltas: 44 Distancia de carrera: 306,944 km Ganador 2004: Kimi Räikkönen - McLaren              | Pole position        | Juan Pablo Montoya (1:46.391)   | Vuelta rápida      | Ralf Schumacher (1:51.453)      |                      |
| 16    | 11 de septiembre | Gran Premio de Bélgica Circuito de Spa-Francorchamps Longitud: 6,976 km Vueltas: 44 Distancia de carrera: 306,944 km Ganador 2004: Kimi Räikkönen - McLaren              | Resultados completos |                                 |                    |                                 |                      |
| 17    | 25 de septiembre | Gran Premio de Brasil Autódromo José Carlos Pace Longitud: 4,309 km Vueltas: 71 Distancia de carrera: 305,909 km Ganador 2004: Juan Pablo Montoya - McLaren              |                      | Libres 1                        | Alexander Wurz     | Ganador                         | Juan Pablo Montoya   |
| 17    | 25 de septiembre | Gran Premio de Brasil Autódromo José Carlos Pace Longitud: 4,309 km Vueltas: 71 Distancia de carrera: 305,909 km Ganador 2004: Juan Pablo Montoya - McLaren              | Libres 2             | Alexander Wurz                  | 2.do puesto        | Kimi Räikkönen                  |                      |
| 17    | 25 de septiembre | Gran Premio de Brasil Autódromo José Carlos Pace Longitud: 4,309 km Vueltas: 71 Distancia de carrera: 305,909 km Ganador 2004: Juan Pablo Montoya - McLaren              | Libres 3             | Fernando Alonso                 | 3.er puesto        | Fernando Alonso                 |                      |
| 17    | 25 de septiembre | Gran Premio de Brasil Autódromo José Carlos Pace Longitud: 4,309 km Vueltas: 71 Distancia de carrera: 305,909 km Ganador 2004: Juan Pablo Montoya - McLaren              | Libres 4             | Kimi Räikkönen                  | Vuelta rápida      | Kimi Räikkönen (1:12.268)       |                      |
| 17    | 25 de septiembre | Gran Premio de Brasil Autódromo José Carlos Pace Longitud: 4,309 km Vueltas: 71 Distancia de carrera: 305,909 km Ganador 2004: Juan Pablo Montoya - McLaren              | Pole position        | Fernando Alonso (1:11.988)      | Vuelta rápida      | Kimi Räikkönen (1:12.268)       |                      |
| 17    | 25 de septiembre | Gran Premio de Brasil Autódromo José Carlos Pace Longitud: 4,309 km Vueltas: 71 Distancia de carrera: 305,909 km Ganador 2004: Juan Pablo Montoya - McLaren              | Resultados completos |                                 |                    |                                 |                      |
| 18    | 9 de octubre     | Gran Premio de Japón Circuito de Suzuka Longitud: 5,807 km Vueltas: 53 Distancia de carrera: 307,573 km Ganador 2004: Michael Schumacher - Ferrari                       |                      | Libres 1                        | Pedro de la Rosa   | Ganador                         | Kimi Räikkönen       |
| 18    | 9 de octubre     | Gran Premio de Japón Circuito de Suzuka Longitud: 5,807 km Vueltas: 53 Distancia de carrera: 307,573 km Ganador 2004: Michael Schumacher - Ferrari                       | Libres 2             | Ricardo Zonta                   | 2.do puesto        | Giancarlo Fisichella            |                      |
| 18    | 9 de octubre     | Gran Premio de Japón Circuito de Suzuka Longitud: 5,807 km Vueltas: 53 Distancia de carrera: 307,573 km Ganador 2004: Michael Schumacher - Ferrari                       | Libres 3             | Michael Schumacher              | 3.er puesto        | Fernando Alonso                 |                      |
| 18    | 9 de octubre     | Gran Premio de Japón Circuito de Suzuka Longitud: 5,807 km Vueltas: 53 Distancia de carrera: 307,573 km Ganador 2004: Michael Schumacher - Ferrari                       | Libres 4             | Giancarlo Fisichella            | Vuelta rápida      | Kimi Räikkönen (1:31.540)       |                      |
| 18    | 9 de octubre     | Gran Premio de Japón Circuito de Suzuka Longitud: 5,807 km Vueltas: 53 Distancia de carrera: 307,573 km Ganador 2004: Michael Schumacher - Ferrari                       | Pole position        | Ralf Schumacher (1:46.106)      | Vuelta rápida      | Kimi Räikkönen (1:31.540)       |                      |
| 18    | 9 de octubre     | Gran Premio de Japón Circuito de Suzuka Longitud: 5,807 km Vueltas: 53 Distancia de carrera: 307,573 km Ganador 2004: Michael Schumacher - Ferrari                       | Resultados completos |                                 |                    |                                 |                      |
| 19    | 16 de octubre    | Gran Premio de China Circuito Internacional de Shanghái Longitud: 5,451 km Vueltas: 56 Distancia de carrera: 305,066 km Ganador 2004: Rubens Barrichello - Ferrari       |                      | Libres 1                        | Pedro de la Rosa   | Ganador                         | Fernando Alonso      |
| 19    | 16 de octubre    | Gran Premio de China Circuito Internacional de Shanghái Longitud: 5,451 km Vueltas: 56 Distancia de carrera: 305,066 km Ganador 2004: Rubens Barrichello - Ferrari       | Libres 2             | Pedro de la Rosa                | 2.do puesto        | Kimi Räikkönen                  |                      |
| 19    | 16 de octubre    | Gran Premio de China Circuito Internacional de Shanghái Longitud: 5,451 km Vueltas: 56 Distancia de carrera: 305,066 km Ganador 2004: Rubens Barrichello - Ferrari       | Libres 3             | Kimi Räikkönen                  | 3.er puesto        | Ralf Schumacher                 |                      |
| 19    | 16 de octubre    | Gran Premio de China Circuito Internacional de Shanghái Longitud: 5,451 km Vueltas: 56 Distancia de carrera: 305,066 km Ganador 2004: Rubens Barrichello - Ferrari       | Libres 4             | Kimi Räikkönen                  | Vuelta rápida      | Kimi Räikkönen (1:33.242)       |                      |
| 19    | 16 de octubre    | Gran Premio de China Circuito Internacional de Shanghái Longitud: 5,451 km Vueltas: 56 Distancia de carrera: 305,066 km Ganador 2004: Rubens Barrichello - Ferrari       | Pole position        | Fernando Alonso (1:34.080)      | Vuelta rápida      | Kimi Räikkönen (1:33.242)       |                      |
| 19    | 16 de octubre    | Gran Premio de China Circuito Internacional de Shanghái Longitud: 5,451 km Vueltas: 56 Distancia de carrera: 305,066 km Ganador 2004: Rubens Barrichello - Ferrari       | Resultados completos |                                 |                    |                                 |                      |

## Clasificaciones

### Puntuaciones
| Posición | 1.º | 2.º | 3.º | 4.º | 5.º | 6.º | 7.º | 8.º |
| Puntos   | 10  | 8   | 6   | 5   | 4   | 3   | 2   | 1   |

### Campeonato de Pilotos
| Pos. | Piloto               | AUS | MYS | BHR | SMR | ESP | MON | EUR | CAN | USA | FRA | GBR | GER | HUN | TUR | ITA | BEL | BRA | JPN | CHN | Puntos |
| ---- | -------------------- | --- | --- | --- | --- | --- | --- | --- | --- | --- | --- | --- | --- | --- | --- | --- | --- | --- | --- | --- | ------ |
| 1    | Fernando Alonso      | 3   | 1   | 1   | 1   | 2   | 4   | 1   | Ret | DNS | 1   | 2   | 1   | 11  | 2   | 2   | 2   | 3   | 3   | 1   | 133    |
| 2    | Kimi Räikkönen       | 8   | 9   | 3   | Ret | 1   | 1   | 11† | 1   | DNS | 2   | 3   | Ret | 1   | 1   | 4   | 1   | 2   | 1   | 2   | 112    |
| 3    | Michael Schumacher   | Ret | 7   | Ret | 2   | Ret | 7   | 5   | 2   | 1   | 3   | 6   | 5   | 2   | Ret | 10  | Ret | 4   | 7   | Ret | 62     |
| 4    | Juan Pablo Montoya   | 6   | 4   |     |     | 7   | 5   | 7   | DSQ | DNS | Ret | 1   | 2   | Ret | 3   | 1   | 14† | 1   | Ret | Ret | 60     |
| 5    | Giancarlo Fisichella | 1   | Ret | Ret | Ret | 5   | 12  | 6   | Ret | DNS | 6   | 4   | 4   | 9   | 4   | 3   | Ret | 5   | 2   | 4   | 58     |
| 6    | Ralf Schumacher      | 12  | 5   | 4   | 9   | 4   | 6   | Ret | 6   | INJ | 7   | 8   | 6   | 3   | 12  | 6   | 7   | 8   | 8   | 3   | 45     |
| 7    | Jarno Trulli         | 9   | 2   | 2   | 5   | 3   | 10  | 8   | Ret | DNS | 5   | 9   | 14  | 4   | 6   | 5   | Ret | 13† | Ret | 15  | 43     |
| 8    | Rubens Barrichello   | 2   | Ret | 9   | Ret | 9   | 8   | 3   | 3   | 2   | 9   | 7   | 10  | 10  | 10  | 12  | 5   | 6   | 11  | 12  | 38     |
| 9    | Jenson Button        | 11† | Ret | Ret | DSQ |     |     | 10  | Ret | DNS | 4   | 5   | 3   | 5   | 5   | 8   | 3   | 7   | 5   | 8   | 37     |
| 10   | Mark Webber          | 5   | Ret | 6   | 7   | 6   | 3   | Ret | 5   | DNS | 12  | 11  | NC  | 7   | Ret | 14  | 4   | NC  | 4   | 7   | 36     |
| 11   | Nick Heidfeld        | Ret | 3   | Ret | 6   | 10  | 2   | 2   | Ret | DNS | 14  | 12  | 11  | 6   | Ret |     |     |     |     |     | 28     |
| 12   | David Coulthard      | 4   | 6   | 8   | 11  | 8   | Ret | 4   | 7   | DNS | 10  | 13  | 7   | Ret | 7   | 15  | Ret | Ret | 6   | 9   | 24     |
| 13   | Felipe Massa         | 10  | 10  | 7   | 10  | 11† | 9   | 14  | 4   | DNS | Ret | 10  | 8   | 14  | Ret | 9   | 10  | 11  | 10  | 6   | 11     |
| 14   | Jacques Villeneuve   | 13  | Ret | 11† | 4   | Ret | 11  | 13  | 9   | DNS | 8   | 14  | 15  | Ret | 11  | 11  | 6   | 12  | 12  | 10  | 9      |
| 15   | Christian Klien      | 7   | 8   | DNS |     |     |     |     | 8   | DNS | Ret | 15  | 9   | Ret | 8   | 13  | 9   | 9   | 9   | 5   | 9      |
| 16   | Tiago Monteiro       | 16  | 12  | 10  | 13  | 12  | 13  | 15  | 10  | 3   | 13  | 17  | 17  | 13  | 15  | 17  | 8   | Ret | 13  | 11  | 7      |
| 17   | Alexander Wurz       |     |     |     | 3   |     |     |     |     |     |     |     |     |     |     |     |     |     |     |     | 6      |
| 18   | Narain Karthikeyan   | 15  | 11  | Ret | 12  | 13  | Ret | 16  | Ret | 4   | 15  | Ret | 16  | 12  | 14  | 20  | 11  | 15  | 15  | Ret | 5      |
| 19   | Christijan Albers    | Ret | 13  | 13  | Ret | Ret | 14  | 17  | 11  | 5   | Ret | 18  | 13  | NC  | Ret | 19  | 12  | 14  | 16  | 16† | 4      |
| 20   | Pedro de la Rosa     |     |     | 5   |     |     |     |     |     |     |     |     |     |     |     |     |     |     |     |     | 4      |
| 21   | Patrick Friesacher   | 17  | Ret | 12  | Ret | Ret | Ret | 18  | Ret | 6   | Ret | 19  |     |     |     |     |     |     |     |     | 3      |
| 22   | Antônio Pizzonia     |     |     |     |     |     |     |     |     |     |     |     |     |     |     | 7   | 15† | Ret | Ret | 13† | 2      |
| 23   | Takuma Satō          | 14† |     | Ret | DSQ |     |     | 12  | Ret | DNS | 11  | 16  | 12  | 8   | 9   | 16  | Ret | 10  | DSQ | Ret | 1      |
| 24   | Vitantonio Liuzzi    |     |     |     | 8   | Ret | Ret | 9   |     |     |     |     |     |     |     |     |     |     |     |     | 1      |
| 25   | Robert Doornbos      |     |     |     |     |     |     |     |     |     |     |     | 18  | Ret | 13  | 18  | 13  | Ret | 14  | 14† | 0      |
| NC   | Anthony Davidson     |     | Ret |     |     |     |     |     |     |     |     |     |     |     |     |     |     |     |     |     | 0      |
| NC   | Ricardo Zonta        |     |     |     |     |     |     |     |     | DNS |     |     |     |     |     |     |     |     |     |     | 0      |
| Pos. | Piloto               | AUS | MYS | BHR | SMR | ESP | MON | EUR | CAN | USA | FRA | GBR | GER | HUN | TUR | ITA | BEL | BRA | JPN | CHN | Puntos |

| Color      | Resultado                          |
| ---------- | ---------------------------------- |
| Oro        | Ganador                            |
| Plata      | 2.º puesto                         |
| Bronce     | 3.er puesto                        |
| Verde      | Finalizó en los puntos             |
| Azul       | Finalizó sin puntos                |
| Azul       | NC - No clasificado                |
| Violeta    | Ret - No terminó                   |
| Rojo       | DNQ - No se clasificó              |
| Rojo       | DNPQ - No se preclasificó          |
| Negro      | DSQ - Descalificado                |
| Blanco     | DNS - No empezó                    |
| Blanco     | WD - Retirado                      |
| Blanco     | C - Carrera cancelada              |
| Azul claro | TD - Entrenamientos libres (2003-) |
| Sin color  | DNP - Inscrito, pero no participó  |
| Sin color  | INJ - Inscrito, pero lesionado     |
| Sin color  | EX - Excluido                      |

| Estado  | Resultado                                                                             |
| ------- | ------------------------------------------------------------------------------------- |
| Negrita | Pole position                                                                         |
| Cursiva | Vuelta rápida                                                                         |
| 1-8     | Posiciones puntuables de clasificación sprint (2021-)                                 |
| †       | No acabó el Gran Premio, pero fue clasificado ya que completó el porcentaje necesario |
| ‡       | Monoplaza compartido                                                                  |
| ~       | Se otorgó la mitad de puntos ya que no se cumplió con el 75% de la carrera            |
| ≠       | No obtuvo puntos ya que era piloto invitado                                           |
| F2      | Inscrito para carrera de Fórmula 2, no sumaba puntos                                  |

### Estadísticas del Campeonato de Pilotos
| Pos. | Piloto               | Escudería | Grandes Premios | Victorias | Podios | Poles | Vueltas rápidas | Puntos |
| ---- | -------------------- | --------- | --------------- | --------- | ------ | ----- | --------------- | ------ |
| 1    | Fernando Alonso      | Renault   | 19              | 7         | 15     | 6     | 2               | 133    |
| 2    | Kimi Räikkönen       | McLaren   | 19              | 7         | 12     | 5     | 10              | 112    |
| 3    | Michael Schumacher   | Ferrari   | 19              | 1         | 5      | 1     | 3               | 62     |
| 4    | Juan Pablo Montoya   | McLaren   | 17              | 3         | 5      | 2     | 1               | 60     |
| 5    | Giancarlo Fisichella | Renault   | 19              | 1         | 3      | 1     | 1               | 58     |
| 6    | Ralf Schumacher      | Toyota    | 19              |           | 2      | 1     | 1               | 45     |
| 7    | Jarno Trulli         | Toyota    | 19              |           | 3      | 1     |                 | 43     |
| 8    | Rubens Barrichello   | Ferrari   | 19              |           | 4      |       |                 | 38     |
| 9    | Jenson Button        | BAR       | 17              |           | 2      | 1     |                 | 37     |
| 10   | Mark Webber          | Williams  | 19              |           | 1      |       |                 | 36     |
| 11   | Nick Heidfeld        | Williams  | 14              |           | 3      | 1     |                 | 28     |
| 12   | David Coulthard      | Red Bull  | 19              |           |        |       |                 | 24     |
| 13   | Felipe Massa         | Sauber    | 19              |           |        |       |                 | 11     |
| 14   | Jacques Villeneuve   | Sauber    | 19              |           |        |       |                 | 9      |
| 15   | Christian Klien      | Red Bull  | 15              |           |        |       |                 | 9      |
| 16   | Tiago Monteiro       | Jordan    | 19              |           | 1      |       |                 | 7      |
| 17   | Alexander Wurz       | McLaren   | 1               |           | 1      |       |                 | 6      |
| 18   | Narain Karthikeyan   | Jordan    | 19              |           |        |       |                 | 5      |
| 19   | Christijan Albers    | Minardi   | 19              |           |        |       |                 | 4      |
| 20   | Pedro de la Rosa     | McLaren   | 1               |           |        |       | 1               | 4      |
| 21   | Patrick Friesacher   | Minardi   | 11              |           |        |       |                 | 3      |
| 22   | Antônio Pizzonia     | Williams  | 5               |           |        |       |                 | 2      |
| 23   | Takuma Satō          | BAR       | 16              |           |        |       |                 | 1      |
| 24   | Vitantonio Liuzzi    | Red Bull  | 4               |           |        |       |                 | 1      |
| 25   | Robert Doornbos      | Minardi   | 8               |           |        |       |                 | 0      |
| NC   | Anthony Davidson     | BAR       | 1               |           |        |       |                 | 0      |
| NC   | Ricardo Zonta        | Toyota    | 1               |           |        |       |                 | 0      |

### Campeonato de Constructores
| Pos. | Constructor       | N.º | AUS | MYS | BHR | SMR | ESP | MON | EUR | CAN | USA | FRA | GBR | GER | HUN | TUR | ITA | BEL | BRA | JPN | CHN | Puntos |
| ---- | ----------------- | --- | --- | --- | --- | --- | --- | --- | --- | --- | --- | --- | --- | --- | --- | --- | --- | --- | --- | --- | --- | ------ |
| 1    | Renault           | 5   | 3   | 1   | 1   | 1   | 2   | 4   | 1   | Ret | DNS | 1   | 2   | 1   | 11  | 2   | 2   | 2   | 3   | 3   | 1   | 191    |
| 1    | Renault           | 6   | 1   | Ret | Ret | Ret | 5   | 12  | 6   | Ret | DNS | 6   | 4   | 4   | 9   | 4   | 3   | Ret | 5   | 2   | 4   | 191    |
| 2    | McLaren-Mercedes  | 9   | 8   | 9   | 3   | Ret | 1   | 1   | 11  | 1   | DNS | 2   | 3   | Ret | 1   | 1   | 4   | 1   | 2   | 1   | 2   | 182    |
| 2    | McLaren-Mercedes  | 10  | 6   | 4   | 5   | 3   | 7   | 5   | 7   | DSQ | DNS | Ret | 1   | 2   | Ret | 3   | 1   | 14  | 1   | Ret | Ret | 182    |
| 3    | Ferrari           | 1   | Ret | 7   | Ret | 2   | Ret | 7   | 5   | 2   | 1   | 3   | 6   | 5   | 2   | Ret | 10  | Ret | 4   | 7   | Ret | 100    |
| 3    | Ferrari           | 2   | 2   | Ret | 9   | Ret | 9   | 8   | 3   | 3   | 2   | 9   | 7   | 10  | 10  | 10  | 12  | 5   | 6   | 11  | 12  | 100    |
| 4    | Toyota            | 16  | 9   | 2   | 2   | 5   | 3   | 10  | 8   | Ret | DNS | 5   | 9   | 14  | 4   | 6   | 5   | Ret | 13  | Ret | 15  | 88     |
| 4    | Toyota            | 17  | 12  | 5   | 4   | 9   | 4   | 6   | Ret | 6   | DNS | 7   | 8   | 6   | 3   | 12  | 6   | 7   | 8   | 8   | 3   | 88     |
| 5    | Williams-BMW      | 7   | 5   | Ret | 6   | 7   | 6   | 3   | Ret | 5   | DNS | 12  | 11  | Ret | 7   | Ret | 14  | 4   | Ret | 4   | 7   | 66     |
| 5    | Williams-BMW      | 8   | Ret | 3   | Ret | 6   | 10  | 2   | 2   | Ret | DNS | 14  | 12  | 11  | 6   | Ret | 7   | 15  | Ret | Ret | 13  | 66     |
| 6    | BAR-Honda         | 3   | 11  | Ret | Ret | DSQ | EX  | EX  | 10  | Ret | DNS | 4   | 5   | 3   | 5   | 5   | 8   | 3   | 7   | 5   | 8   | 38     |
| 6    | BAR-Honda         | 4   | 14  | Ret | Ret | DSQ | EX  | EX  | 12  | Ret | DNS | 11  | 16  | 12  | 8   | 9   | 16  | Ret | 10  | DSQ | Ret | 38     |
| 7    | Red Bull-Cosworth | 14  | 4   | 6   | 8   | 11  | 8   | Ret | 4   | 7   | DNS | 10  | 13  | 7   | Ret | 7   | 15  | Ret | Ret | 6   | 9   | 34     |
| 7    | Red Bull-Cosworth | 15  | 7   | 8   | DNS | 8   | Ret | Ret | 9   | 8   | DNS | Ret | 15  | 9   | Ret | 8   | 13  | 9   | 9   | 9   | 5   | 34     |
| 8    | Sauber-Petronas   | 11  | 13  | Ret | 11  | 4   | Ret | 11  | 13  | 9   | DNS | 8   | 14  | 15  | Ret | 11  | 11  | 6   | 12  | 12  | 10  | 20     |
| 8    | Sauber-Petronas   | 12  | 10  | 10  | 7   | 10  | 11  | 9   | 14  | 4   | DNS | Ret | 10  | 8   | 14  | Ret | 9   | 10  | 11  | 10  | 6   | 20     |
| 9    | Jordan-Toyota     | 18  | 16  | 12  | 10  | 13  | 12  | 13  | 15  | 10  | 3   | 13  | 17  | 17  | 13  | 15  | 17  | 8   | Ret | 13  | 11  | 12     |
| 9    | Jordan-Toyota     | 19  | 15  | 11  | Ret | 12  | 13  | Ret | 16  | Ret | 4   | 15  | Ret | 16  | 12  | 14  | 20  | 11  | 15  | 15  | Ret | 12     |
| 10   | Minardi-Cosworth  | 20  | 17  | Ret | 12  | Ret | Ret | Ret | 18  | Ret | 6   | Ret | 19  | 18  | Ret | 13  | 18  | 13  | Ret | 14  | 14  | 7      |
| 10   | Minardi-Cosworth  | 21  | Ret | 13  | 13  | Ret | Ret | 14  | 17  | 11  | 5   | Ret | 18  | 13  | NC  | Ret | 19  | 12  | 14  | 16  | 16  | 7      |
| Pos. | Constructor       | N.º | AUS | MYS | BHR | SMR | ESP | MON | EUR | CAN | USA | FRA | GBR | GER | HUN | TUR | ITA | BEL | BRA | JPN | CHN | Puntos |

| Color      | Resultado                          |
| ---------- | ---------------------------------- |
| Oro        | Ganador                            |
| Plata      | 2.º puesto                         |
| Bronce     | 3.er puesto                        |
| Verde      | Finalizó en los puntos             |
| Azul       | Finalizó sin puntos                |
| Azul       | NC - No clasificado                |
| Violeta    | Ret - No terminó                   |
| Rojo       | DNQ - No se clasificó              |
| Rojo       | DNPQ - No se preclasificó          |
| Negro      | DSQ - Descalificado                |
| Blanco     | DNS - No empezó                    |
| Blanco     | WD - Retirado                      |
| Blanco     | C - Carrera cancelada              |
| Azul claro | TD - Entrenamientos libres (2003-) |
| Sin color  | DNP - Inscrito, pero no participó  |
| Sin color  | INJ - Inscrito, pero lesionado     |
| Sin color  | EX - Excluido                      |

| Estado  | Resultado                                                                             |
| ------- | ------------------------------------------------------------------------------------- |
| Negrita | Pole position                                                                         |
| Cursiva | Vuelta rápida                                                                         |
| 1-8     | Posiciones puntuables de clasificación sprint (2021-)                                 |
| †       | No acabó el Gran Premio, pero fue clasificado ya que completó el porcentaje necesario |
| ‡       | Monoplaza compartido                                                                  |
| ~       | Se otorgó la mitad de puntos ya que no se cumplió con el 75% de la carrera            |
| ≠       | No obtuvo puntos ya que era piloto invitado                                           |
| F2      | Inscrito para carrera de Fórmula 2, no sumaba puntos                                  |

### Estadísticas del Campeonato de Constructores
| Pos. | Constructor | Chasis       | Motor    | Neu. | Grandes Premios | Victorias | Podios | Poles | Vueltas rápidas | Puntos |
| ---- | ----------- | ------------ | -------- | ---- | --------------- | --------- | ------ | ----- | --------------- | ------ |
| 1    | Renault     | R25          | Renault  | M    | 19 (18)         | 8         | 18     | 7     | 3               | 191    |
| 2    | McLaren     | MP4-20       | Mercedes | M    | 19 (18)         | 10        | 18     | 7     | 12              | 182    |
| 3    | Ferrari     | F2004 F2005  | Ferrari  | B    | 19              | 1         | 9      | 1     | 3               | 100    |
| 4    | Toyota      | TF105 TF105B | Toyota   | M    | 19 (18)         |           | 5      | 2     | 1               | 88     |
| 5    | Williams    | FW27         | BMW      | M    | 19 (18)         |           | 4      | 1     |                 | 66     |
| 6    | BAR         | 007          | Honda    | M    | 19 (18)         |           | 2      | 1     |                 | 38     |
| 7    | Red Bull    | RB1          | Cosworth | M    | 19 (18)         |           |        |       |                 | 34     |
| 8    | Sauber      | C24          | Petronas | M    | 19 (18)         |           |        |       |                 | 20     |
| 9    | Jordan      | EJ15         | Toyota   | B    | 19              |           | 1      |       |                 | 12     |
| 10   | Minardi     | PS04B PS05   | Cosworth | B    | 19              |           |        |       |                 | 7      |

### Citas
1. ↑  «2005 • STATS F1». www.statsf1.com. Consultado el 26 de enero de 2023.
2. ↑  «Schumacher extends contract to 2006». Motorsport.com. 11 de junio de 2003. Consultado el 8 de junio de 2023.
3. ↑  «Ferrari confirms Barrichello for two more years». Motorsport.com. 15 de enero de 2004. Consultado el 8 de junio de 2023.
4. ↑  «Button deberá seguir una temporada más en BAR-Honda». Clarín. 20 de octubre de 2004. Consultado el 8 de junio de 2023.
5. ↑  «Sato confirmed at BAR for 2005». Autosport. 5 de octubre de 2004. Consultado el 8 de junio de 2023.
6. ↑  «Takuma Sato sustituido por enfermedad por Anthony Davidson». La Nación. 18 de marzo de 2005. Consultado el 8 de junio de 2023.
7. 1 2 3  «Fisichella confirmed as new Renault driver». The Irish Times. 28 de julio de 2004. Consultado el 7 de junio de 2023.
8. 1 2 3  «Williams presenta su nuevo equipo» (PDF). Mundo Deportivo. 1 de febrero de 2005. Consultado el 7 de junio de 2023.
9. ↑  «Pizzonia will replace Heidfeld for rest of season». F1Technical.net. 28 de septiembre de 2005. Consultado el 7 de junio de 2023.
10. 1 2  «McLaren confirma su acuerdo con Montoya para 2005». El Mundo (España). 17 de noviembre de 2003. Consultado el 7 de junio de 2023.
11. ↑  «McLaren confirma que De la Rosa sustituirá a Montoya». As (periódico). 30 de marzo de 2005. Consultado el 7 de junio de 2023.
12. ↑  «Wurz reemplaza a lesionado Montoya en McLaren para San Marino». ElUniverso.com. 19 de abril de 2005. Consultado el 7 de junio de 2023.
13. 1 2  «El piloto Villeneuve regresa con Sauber». ElUniverso.com. 15 de septiembre de 2004. Consultado el 7 de junio de 2023.
14. ↑  Jonathan Noble (7 de febrero de 2005). «Massa ready for Villeneuve fight». Autosport. Consultado el 7 de junio de 2023.
15. ↑  «Red Bull still British». inforally.sibiul.ro (en inglés). 2 de junio de 2006. Archivado desde el original el 3 de octubre de 2011. Consultado el 25 de enero de 2021.
16. 1 2  «Coulthard firmó por Red Bull, en F1». ElUniverso.com. 18 de diciembre de 2004. Consultado el 8 de junio de 2023.
17. 1 2  «Red Bull signs Klien and Liuzzi». Motorsport.com. 7 de enero de 2005. Consultado el 8 de junio de 2023.
18. ↑  «Toyota adds Trulli to 2005 driver line-up». Motorsport.com. 16 de septiembre de 2004. Consultado el 7 de junio de 2023.
19. 1 2  «Ralf Schumacher firmó contrato con Toyota». Ámbito Financiero. 7 de julio de 2004. Consultado el 7 de junio de 2023.
20. ↑  «El brasileño Zonta sustituirá a Ralf Schumacher en el equipo Toyota». Diario de Mallorca. 19 de junio de 2005. Consultado el 7 de junio de 2023.
21. 1 2 3  «Jordan Confirm Karthikeyan, Monteiro for 2005». Autosport. 3 de febrero de 2005. Consultado el 7 de junio de 2023.
22. 1 2  «Minardi Confirm Friesacher for 2005». Autosport. 15 de febrero de 2005. Consultado el 8 de junio de 2023.
23. ↑  «Doornbos confirmed at Minardi». Motorsport.com. 20 de julio de 2005. Consultado el 8 de junio de 2023.
24. ↑  «F1 Championship Classification 2005». Fédération Internationale de l'Automobile (en inglés). Archivado desde el original el 14 de marzo de 2006. Consultado el 25 de enero de 2021.
25. 1 2  «Albers signs for Minardi». Autosport. 23 de diciembre de 2004. Consultado el 8 de junio de 2023.
26. ↑  AS, Diario (15 de noviembre de 2004). «Red Bull compra la escudería Jaguar por un dólar». AS.com. Consultado el 26 de enero de 2023.